# 市政厅 (伦敦市)

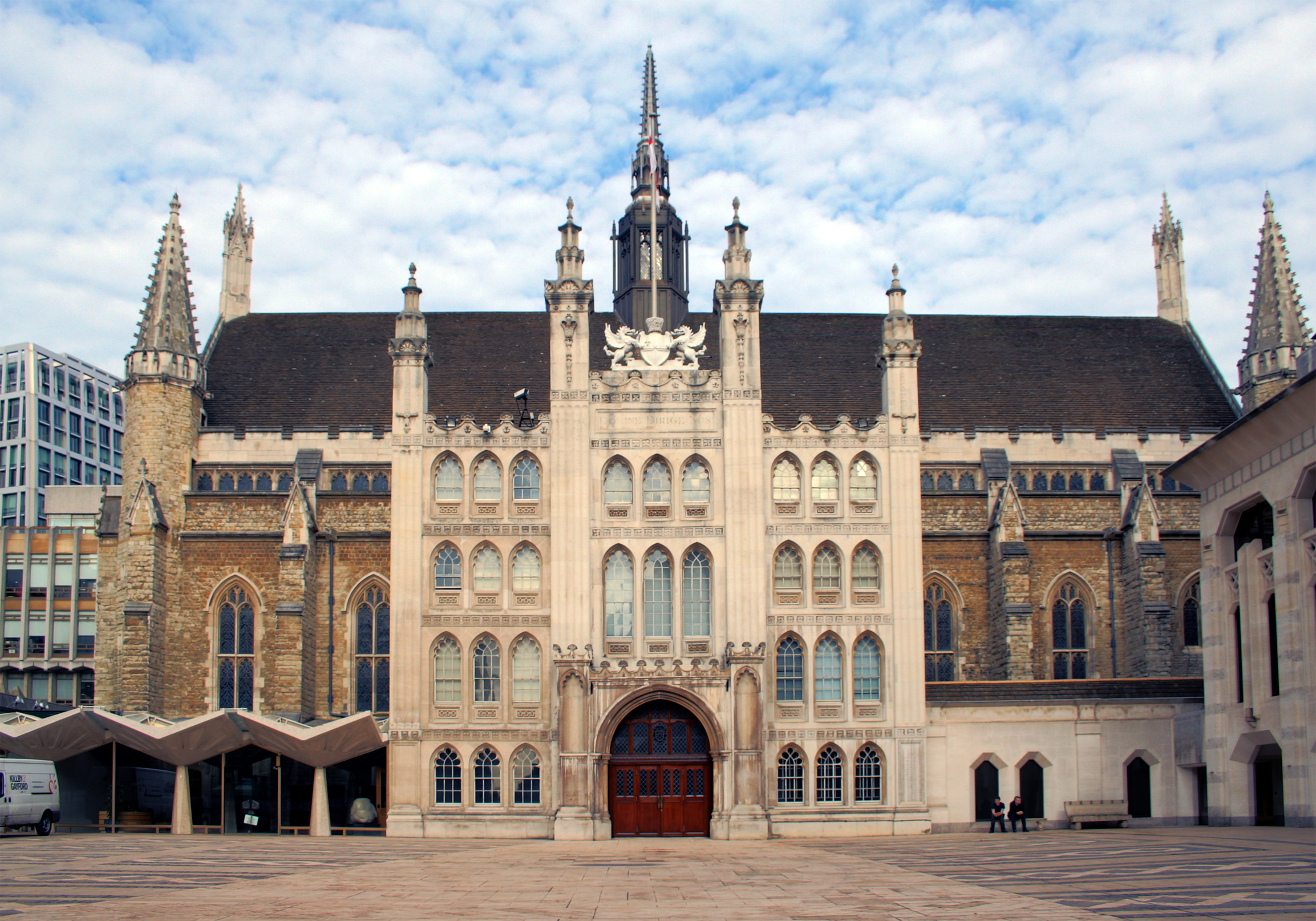
市政廳的正立面

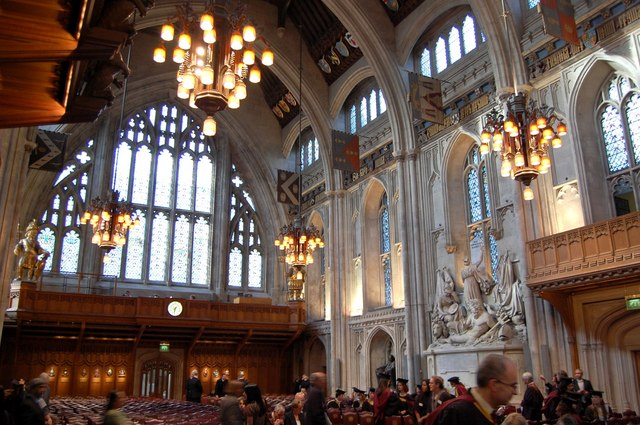
市政廳大厅内部

伦敦市的市政廳（英語：Guildhall）位于英国伦敦中心的历史城区和金融区——伦敦市，是伦敦市的仪式和行政中心，也是伦敦市的管辖机构伦敦市法团的驻地。“市政廳”可指此建筑全部，或此建筑中的各厅中最大的、中世纪式的大厅。除了正式厅堂，市政廳建筑群还包括了伦敦市法团的各机构的办公室、图书馆、美术馆和其他公共设施。
伦敦市的市政廳容易和大伦敦的市政廳混淆。后者是代表整个大伦敦的大倫敦政府的驻地。伦敦市只占了大伦敦中心的很小一片区域。
市政廳除了用于举行伦敦市的重要仪式、选举和会议外，大厅还用于与伦敦市有关联的学校的毕业典礼。每年有两次在此举行的晚宴按照惯例是英国财政大臣和首相分别发表新一年财政政策和外交政策报告的场合。此外，当外国元首到英国进行正式访问时，按照惯例会在市政廳参加由伦敦市市长做东、女王／國王和工商业界出席的正式晚宴。

## 历史

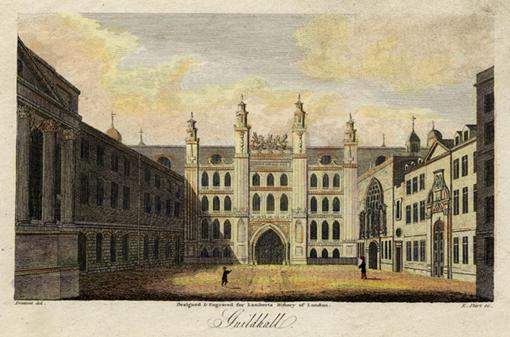
约1805年的市政廳广场。图中正门左右的房屋经过二战轰炸和改造现已无存

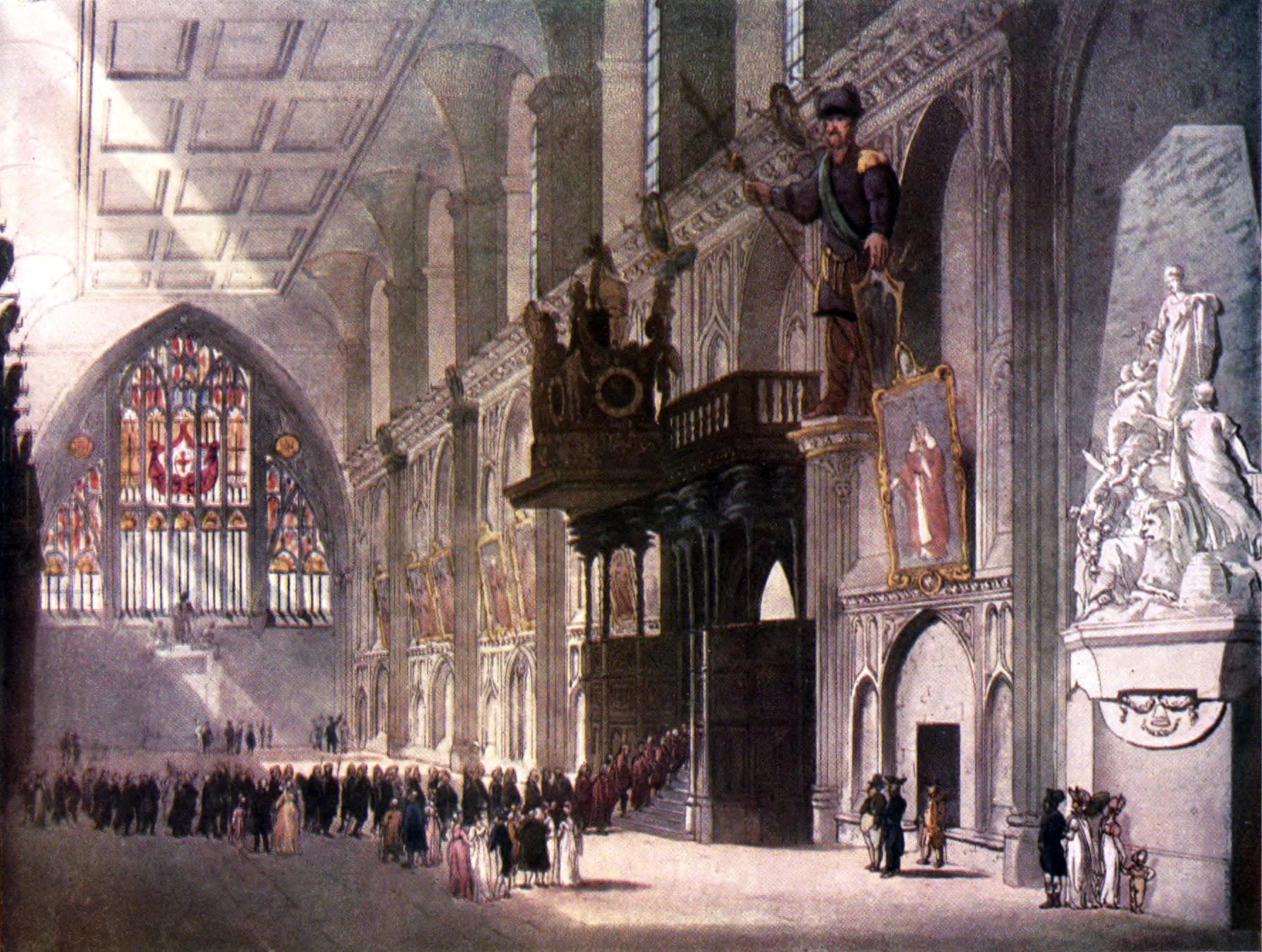
19世纪初的市政厅大厅内景。图中可见修复前的平屋顶

按照英国神话传说，市政廳所在地是传说中的古不列颠开国者、埃涅阿斯的后代，特洛伊的布鲁图的宫殿。根据考古发掘可以证明的是，这里在古罗马时代是不列颠行省最大的圓形競技場。古圓形競技場的轮廓在现在的市政厅广场上以一圈黑石标出。经发掘整理的競技場的一部分可以通过市政廳美术馆地下的通道参观。历史学家认为，萨克逊人在伦敦居住后，就把行政中心建在当时还是非常壮观的競技場周围。
文献中第一次提到在此地的市政廳是在1128年。现存建筑最老的部分是西地窖，据考证是13世纪建造的市政厅的留存。现存建筑始建与1441年。1666年的伦敦大火中，市政廳是除了教会房产外唯一幸存的石质建筑，但仍受到一定损坏。1670年进行了部分修复，损毁的屋顶被改造成了平顶。1788年增加了现在看到的“印度斯坦哥特式”的正门立面。1866年进行了大规模的修复，包括更接近原型的木质托臂梁屋顶。重建的屋顶在1940年29日晚由德军空投燃烧弹引起的大火中焚毁。现在看到的屋顶是1954年重修的结果。
保留至今的历史厅堂除了大厅外，还有建筑底部的东、西地窖，老图书馆，和印画室等，这些房间现在都用于举办各种活动。

## 名称
伦敦市市政廳的英文名字是“Guildhall”，英国其他一些地方的市政厅或镇公所也叫做“Guildhall”。此名称与荷兰等地同样称为“Guildhall”的建筑性质不同：在那里“Guildhall”意为“同业公会（guild）会馆（hall）”，而英语中作“市政厅”解的“Guildhall”则被认为来源于古英语中的“Gild”，即“付钱”，“Guildhall”即为“市民缴纳税费的厅堂”。